# Datsakorn Thonglao
Datsakorn Thonglao (thail. ดัสกร ทองเหลา; Nong Bua Lamphu, 30 dicembre 1983) è un ex calciatore thailandese, di ruolo centrocampista.

## Carriera

### Club
Thonglao vestì le maglie di Raj Pracha, del BEC Tero Sasana, dei tedeschi del Kaiserslautern (in prestito), dei vietnamiti dello Hoàng Anh Gia Lai e del Muangthong United.

### Nazionale
Conta 66 presenze per la Thailandia, con 8 reti all'attivo. Fece parte delle squadre che parteciparono alla Coppa d'Asia 2004 e alla Coppa d'Asia 2007.